# Список серий мультсериала «Чип и Дейл спешат на помощь»
Ниже представлен список серий мультсериала «Чип и Дейл спешат на помощь».

## Обзор сезонов
| Сезон | Сезон | Эпизоды | в США            | в США          | в России       | в России      |
| Сезон | Сезон | Эпизоды | Премьера         | Финал          | Премьера       | Финал         |
| ----- | ----- | ------- | ---------------- | -------------- | -------------- | ------------- |
|       | 1     | 13      | 4 марта 1989     | 21 мая 1989    | 1 января 1991  | 24 марта 1991 |
|       | 2     | 47      | 11 сентября 1989 | 2 мая 1990     | 31 марта 1991  | 21 июля 2004  |
|       | 3     | 5       | 10 сентября 1990 | 19 ноября 1990 | 1 декабря 1991 | 10 июня 2004  |

## Сезон 1 (1989)
| № | №  | Название                                                              | Премьерный показ                                      |
| --- | -- | --------------------------------------------------------------------- | ----------------------------------------------------- |
| 1 | 1  | «Подводные пираты» «Piratsy Under The Seas»                           | 4 марта 1989 года (США) 20 января 1991 года (СССР)    |
| Выгребая груды мусора из своей комнаты, Дейл оступается и падает в мусорный бак, содержимое которого рабочие высыпают в мусоровоз. Пытаясь выручить друга, Спасатели оказываются на барже-мусоровозе, откуда Чип и Дейл попадают к крысам-пиратам, живущим на дне моря под перевёрнутым вверх дном кораблём XVII века. Спасая бурундуков, Рокки предстаёт перед пиратами в облике Давно Потерянного ЛаФитта — их капитана. Его трюк раскрывают — и вся команда Спасателей должна отправиться на завтрак Головоногому Билли — осьминогу, обитающему поблизости. Спасателям удаётся спастись, освободив корабль от отягощавшего его груза сокровищ, в результате чего он всплывает. |    |                                                                       |                                                       |
| 2 | 2  | «Кошки не в счёт» «Catteries Not Included»                            | 5 марта 1989 года (США) 1 января 1991 года (СССР)     |
| Во время очередного дежурства в полицейском участке Спасатели узнают о пропаже у маленькой девочки котёнка по имени Храбрец и тотчас же начинают розыски. В поисках пропавшего котёнка Спасатели выходят на Нортона Нимнула. С помощью роботов-бульдогов Нимнул отлавливает городских кошек, дабы использовать их в качестве источника энергии для своего «Гигантского генератора статического электричества». Выведя из строя одного из роботов профессора, Спасатели проникают в его лабораторию, где открывают все клетки, выпуская кошек на свободу. |    |                                                                       |                                                       |
| 3 | 3  | «Дейл-инопланетянин» «Dale Beside Himself»                            | 12 марта 1989 года (США) 17 марта 1991 года (СССР)    |
| Когда Рокфор решил приготовить ореховое печенье, на кухне не нашлось ни одного ореха: Дейл, засмотревшись очередным фильмом, незаметно съел имевшийся запас. В наказание он был отправлен в парк собирать орехи. Там Дейл натыкается на, как ему кажется, гигантский орех, оказавшийся инопланетным космическим кораблём. Одному из пришельцев, которые были способны по желанию менять форму, очень понравилась Земля. Пришелец согласился по просьбе Дейла заменить его в команде Спасателей. Новый «Дейл» оказался совсем не похож на старого. А тем временем старый Дейл отправляется на космическом корабле на родную планету пришельца. Дейлу удаётся вернуться назад, но ему теперь придётся доказать, что он — настоящий Дейл. В названии серии и её сюжете никаких явных пародий не прослеживается, но есть интересный момент: команда Спасателей смотрит по телевизору фантастический фильм, кадры которого ясно дают понять, что это аллюзия на знаменитый ужастик «Чужой». |    |                                                                       |                                                       |
| 4 | 4  | «Удивительная собака Флэш» «Flash The Wonder Dog»                     | 19 марта 1989 года (США) 3 февраля 1991 года (СССР)   |
| Завидуя славе собаки Флэш, звезды телесериала, Толстопуз составляет план, целью которого является уничтожить репутацию супергероя. Флэша похищают прямо из гримёрки, а команда Толстопуза, замаскированная под телегероя, принимается творить бесчинства на улицах. Узнав из теленовостей о пропаже собаки, Дейл уговаривает друзей заняться спасением кумира. После долгих поисков Спасатели находят пленённого Флэша и помогают ему спастись, а затем с его помощью разоблачают банду Толстопуза. |    |                                                                       |                                                       |
| 5 | 5  | «На старт!» «Out to Launch»                                           | 26 марта 1989 года (США) 10 марта 1991 года (СССР)    |
| Спасатели устраивают себе экскурсию на космодром на мысе Канаверал. Чип и Дейл оказываются запертыми внутри скафандра, который загружают в стартующий космический челнок. Чтобы освободить друзей, Гайка срочно строит собственную космическую ракету. Вскоре после воссоединения Спасателей на борту челнока в последний попадает метеорит, астронавты теряют сознание от недостатка кислорода, и Спасателям приходится собственноручно осуществить приземление корабля. |    |                                                                       |                                                       |
| 6 | 6  | «Большое приключение Киви» «Kiwi’s Big Adventure»                     | 2 апреля 1989 года (США) 24 марта 1991 года (СССР)    |
| У Спасателей исчезает самолёт — как выясняется, его похищает племя Киви. Последние принимают самолёт за великое божество. На это божество местным шаманом возлагаются надежды по обучению всего племени искусству полёта. Спасателям удаётся отбить самолёт у Киви, и они отправляются вниз по реке, подальше от воинственного племени. В реке, однако, их поджидает крокодил. Между тем Дейл во время операции по захвату самолёта симулирует вывих ноги, и Гаечке приходится ухаживать за ним к вящему неудовольствию Чипа, подозревающего своего друга в тунеядстве. Отделавшись от крокодила, Спасатели снова попадают в плен к Киви. В финале Дейлу пришлось отвлечь крокодила от мыслей о плотном ужине, со всей силы пнув ему по морде — при этом бурундук сломал палец ноги уже по-настоящему. |    |                                                                       |                                                       |
| 7 | 7  | «Как мы нянчились с бельчатами» «Adventures in Squirrelsitting»       | 9 апреля 1989 года (США) 27 января 1991 года (СССР)   |
| Преследуя Толстопуза, укравшего «Мальтийскую Мышь» (аллюзия на «Мальтийского сокола»), Спасатели случайно разносят беличье жилище. Чувствуя ответственность за происшествие, Гайка предлагает друзьям посидеть с бельчатами, пока мама-белка будет наводить дома порядок. Тем временем Тамми, старшая из двух сестёр-белок, влюбилась в Чипа, но он не обращал на неё никакого внимания, считая ребёнком. Желая всем доказать, что она взрослая и самостоятельная, Тамми отправляется со своей сестрой к Толстопузу, чтобы забрать у него Мальтийскую Мышь. В итоге Спасателям приходится проникнуть в логово злодея под видом артистов варьете, чтобы спасти бельчат и ценный экспонат. |    |                                                                       |                                                       |
| 8 | 8  | «Завещание Сэра Баскервилля» «Pound of the Baskervilles»              | 16 апреля 1989 года (США) 10 февраля 1991 года (СССР) |
| Во время сильной грозы самолёт Спасателей совершает вынужденную посадку в замке Баскервиллей. Там команда встречает пса по имени Макдаф. Каждую ночь он пробирался в замок в поисках завещания лорда Говарда Баскервилля, которое должно было прекратить несправедливое притеснение младшего сына лорда — Роджера Баскервилля, хозяина Макдафа. Вместе с Макдафом команда Спасателей немедленно присоединяется к поискам завещания. |    |                                                                       |                                                       |
| 9 | 9  | «Пчёлы — дело рискованное» «Risky Beesness»                           | 23 апреля 1989 года (США) 24 февраля 1991 года (СССР) |
| Ирвина Аллен — сотрудница центра по уничтожению насекомых, мечтающая о славе рок-звезды, похищает пчелиный рой. С помощью созданного ею высокочастотного синтезатора ей удаётся загипнотизировать пчёл. Королева пчёл, оставшись без своих подданных, лично отправляется на их поиски. Неожиданно она встречается с Вжиком, который безнадёжно в неё влюбляется. Тем временем Ирвина срывает выступление рок-группы «Iron Goose» (пародия на известную группу «Iron Maiden»), Спасатели пытаются остановить Ирвину, но терпят неудачу, и только Вжик смог ей помешать. |    |                                                                       |                                                       |
| 10 | 10 | «Приключения коралловой клуши» «Three Men and a Booby»                | 30 апреля 1989 года (США) 6 января 1991 года (СССР)   |
| Отправившись за покупками, Спасатели встречают коралловую крестовую клушу, у которой было похищено её единственное яйцо. Похитителем оказался богач Humbert Dumpty (аллюзия на Humpty Dumpty — Шалтая-Болтая, который нередко изображался в виде гигантского яйца) — фанатичный коллекционер яиц. Во время мероприятия по спасению удаётся спасти яйцо, но мама-клуша попадает в плен. Пока Гаечка решала, как освободить редкую птицу, из яйца вылупляется птенец, и Чипу, Дейлу и Рокфору приходится о нём заботиться. |    |                                                                       |                                                       |
| 11 | 11 | «Охотники за коврами» «The Carpetsnaggers»                            | 7 мая 1989 года (США) 13 января 1991 года (СССР)      |
| Летающая собачья будка с псом Элмером внутри приводит Спасателей в лавку торговца коврами Али Бимбо, на самом деле являющимся переодетым Нортоном Нимнулом. Прошив в ковры электронные схемы и получив возможность этими коврами управлять, Нимнул продаёт их, а затем, спустя некоторое время, «вызывает» обратно — вместе со всем, что на них успеют поставить. Увидев летающие ковры, Рокки и Дейл считают это колдовством до тех пор, пока Гаечка не доказывает им обратное. |    |                                                                       |                                                       |
| 12 | 12 | «Держись, малыш!» «Bearing Up Baby»                                   | 14 мая 1989 года (США) 3 марта 1991 года (СССР)       |
| Спасатели собираются хорошо отдохнуть на природе недалеко от кемпинга, где отдыхающие родители не смогли присмотреть за собственным ребёнком. Предоставленный самому себе, он отправился изучать местность и познакомился с медведем-гризли. Последний сильно привязался к мальчику и родителям отдавать его отказался. Когда же наконец, поддавшись на Гаечкины уговоры, медведь вернул ребёнка, взрослые, думая, что медведь похитил ребёнка, хотят убить зверя. Вновь оставшись без присмотра, дитя предпринимает самостоятельные попытки научиться водить папин автофургон. Спасателям приходится одновременно спасать медведя и ребёнка. |    |                                                                       |                                                       |
| 13 | 13 | «Родительское благоразумие — в сторону» «Parental Discretion Retired» | 21 мая 1989 года (США) 17 февраля 1991 года (СССР)    |
| К Спасателям приезжает папа Рокфора — великий путешественник Чарли Чеддер. Вместе им удаётся раскрыть очередной план Толстопуза: с помощью хитроумного устройства внушая осетрам, что они — куры, он заставляет их метать чёрную икру ежедневно. После ряда довольно рискованных ситуаций, виновником которых был Чарли Чеддер, всегда действующий по принципу «меньше раздумий — больше действия», Толстопуз в очередной раз позорно бежит, преследуемый собственными сообщниками, попавшими под действие устройства и уверовавшими, что они — собаки. |    |                                                                       |                                                       |

## Сезон 2 (1989–90)
| № | №  | Название                                                                                       | Премьерный показ                                            |
| --- | -- | ---------------------------------------------------------------------------------------------- | ----------------------------------------------------------- |
| 14 | 1  | «Похищенный рубин: часть 1» «Rescue Rangers to the Rescue (1)»                                 | 11 сентября 1989 года (США) 29 сентября 1991 года (СССР)    |
| Детектив Дональд Дрейк расследует дело о пропавшем рубине миссис Клачкойн. Это его последнее дело перед уходом на пенсию. В расследовании ему помогает Платон, английский бульдог. Рубин удаётся вернуть, но стиль похитителя здорово напоминал стиль гениального преступника Алдрина Клордейна, якобы утонувшего около года назад. На самом же деле Клордейн жив-здоров и затеял аферу наполеоновского размаха. Ему помогает его кот, Толстопуз, который, в свою очередь, преследует и собственные интересы. Толстопуз крадёт из полицейского участка рубин и подкладывает оправу от него в пальто Дрейка. Его обвиняют в краже рубина, и детектив оказывается за решёткой вместе с Платоном. Чип и Дейл, друзья Платона, решают помочь им. Поиски рубина приводят их в подпольное, роскошное казино Толстопуза. Бурундукам удаётся узнать, что, завладев рубином, Толстопуз планирует распорядиться им по-своему. |    |                                                                                                |                                                             |
| 15 | 2  | «Как мы встретились с Рокфором (Похищенный рубин: часть 2)» «Rescue Rangers to the Rescue (2)» | 12 сентября 1989 года (США) 6 октября 1991 года (СССР)      |
| В казино попытка выкрасть рубин у Толстопуза закончилась провалом. Не удаётся вернуть камень и в китайской прачечной, куда бурундуки последовали за бандой толстого кота. В прачечной Толстопуз, пуская пыль в глаза местным аферистам своей мнимой респектабельностью, покупает Джюса Ли, лучшую бойцовскую рыбку, которая должна помочь толстому коту монополизировать рыбные уловы и тем самым осуществить план по захвату контроля над всеми котами города. В трюме одного из кораблей Чип и Дейл знакомятся с Рокки и его другом — мухой Вжиком. Толстопуз, захватив корабль, выкидывает за борт содержимое трюма, включая и дом Рокфора. Рокки присоединяется к Чипу и Дейлу с целью отмщения вероломному коту. |    |                                                                                                |                                                             |
| 16 | 3  | «История знакомства с Гайкой (Похищенный рубин: часть 3)» «Rescue Rangers to the Rescue (3)»   | 13 сентября 1989 года (США) 13 октября 1991 года (СССР)     |
| План Толстопуза рухнул, и кот был вынужден вернуться к своему хозяину. Чип и Дейл со своими новыми друзьями — Рокфором и Вжиком следуют за ним по пятам. Но перехватить толстого кота им не удаётся, и вертолёт Клордейна уносится в небо. Спасателям срочно требуется летательный аппарат, чтобы следовать за Клордейном. Рокки вспоминает о своем старинном друге, лётчике Гиго Гаечный Ключ. Однако, как выясняется вскоре, Гиго погиб за год до описываемых событий. Чип, Дейл и Рокфор встречают Гаечку, дочь Гиго. Она-то и помогает им добраться до Ледникового залива на самолёте своего отца, но самолёт разбивается при посадке. Пока Гаечка занята конструированием нового, Чип, Дейл, Вжик и Рокки выясняют, что Клордейн связан с профессором Нимнулом, который использует рубин для работы сверхмощной лазерной установки. С помощью последней Нимнул отрезает гигантский кусок льда. |    |                                                                                                |                                                             |
| 17 | 4  | «Итак, работаем вместе (Похищенный рубин: часть 4)» «Rescue Rangers to the Rescue (4)»         | 14 сентября 1989 года (США) 20 октября 1991 года (СССР)     |
| Клордейн похищает Дрейка из тюрьмы с целью подставить его в своей гнусной афере. Тем временем, Спасателям удаётся завладеть рубином и вернуть в полицейский участок, однако по их следам идут Нимнул с Толстопузом. Последний сталкивается в полицейском участке с Платоном. Схватка закончилась тем, что Платона, по подозрению в бешенстве, отправили в собачью тюрьму. Вызволять его оттуда пришлось Спасателям. |    |                                                                                                |                                                             |
| 18 | 5  | «Конец истории с рубином (Похищенный рубин: часть 5)» «Rescue Rangers to the Rescue (5)»       | 15 сентября 1989 года (США) 27 октября 1991 года (СССР)     |
| Замысел Клордейна заключался в следующем: с помощью глыбы льда, размером с десятиэтажный дом, залитой желатином, он собирался устроить небольшое локальное землетрясение прямо под хранилищем с золотым запасом. Золото должно было ссыпаться через трещины в фундаменте вниз, в шахту, где у пособников преступника уже были наготове вагонетки. Спасатели срывают план Клордейна, устраивая более сильное землетрясение, в результате которого под землю проваливается всё здание золотохранилища. Подобным происшествием не могла не заинтересоваться полиция. В общей панике Клордейн пытается бежать на гружёном золотом поезде. Его останавливают Спасатели вместе с Платоном. В полицейском участке Платон получает настоящий полицейский жетон, который преподносит Чипу и Дейлу. |    |                                                                                                |                                                             |
| 19 | 6  | «Волшебная лампа» «A Lad in a Lamp»                                                            | 3 октября 1989 года (США) 31 марта 1991 года (СССР)         |
| Рокки находит волшебную лампу с настоящим джинном. Джинн, искушая Рокфора, обманным путём получает свободу — а его место в лампе занимает Рокки; сама же лампа попадает к Толстопузу. Теперь новоиспечённому джинну-Рокфору приходится безропотно выполнять желания извечного противника Спасателей. А желает он (кроме власти над миром) — избавиться от грызунов навсегда. |    |                                                                                                |                                                             |
| 20 | 7  | «Не везёт — так не везёт» «The Luck Stops Here»                                                | 6 октября 1989 года (США) 5 мая 1991 года (СССР)            |
| Во время испытаний нового подводного снаряжения в фонтане парка Гайка случайно попадает в портфель, принадлежащий Клайду Косгроуву — суеверному, хотя и небесталанному изобретателю. Выбраться из портфеля ей удаётся лишь в его мастерской. Гайка решает помочь коллеге вновь обрести веру в себя и чинит один из сломанных агрегатов. Выясняется, что причина порчи приборов — кошка по имени Кисмет, которую Клайд считает приносящим удачу талисманом. |    |                                                                                                |                                                             |
| 21 | 8  | «Битва в воздухе» «Battle of the Bulge»                                                        | 9 октября 1989 года (США) 7 апреля 1991 года (СССР)         |
| При помощи летучих мышей Толстопуз похищает ювелирные украшения из самых, казалось бы, недоступных мест. Тем временем Рокки, набрав избыточный вес, вовлекает своих друзей в систематические и довольно изнурительные занятия спортом. Во время очередной пробежки Спасатели становятся свидетелями того, как Толстопуз отправляет своих помощников на очередное ограбление. |    |                                                                                                |                                                             |
| 22 | 9  | «Призрак удачи» «Ghost of a Chance»                                                            | 10 октября 1989 года (США) 21 апреля 1991 года (СССР)       |
| Действие разворачивается в лондонском Тауэре, где в музее выставлены, как выясняется, поддельные драгоценности; подлинники же спрятаны в подземных запасниках. Раздобыв карту с указанием места, где хранятся королевские сокровища, Толстопуз лично приехал в Лондон, чтобы прибрать это богатство к рукам. Сокровищница охраняется призраком сэра Колби, дальнего предка Рокфора. Легенда гласит, что в своё время Колби в одиночку отстоял сокровища, не испугавшись даже Кентервильского кота (аллюзия на «Кентервильское привидение» Оскара Уайльда). На деле оказалось, что Сэр Колби — трус, на которого за это было наложено проклятие. Теперь у него появляется шанс побороть свой страх и спасти своих друзей от Толстопуза, сокровища — от похищения, и тем самым и снять проклятие. |    |                                                                                                |                                                             |
| 23 | 10 | «А слон и не подозревал» «An Elephant Never Suspects»                                          | 11 октября 1989 года (США) 28 апреля 1991 года (СССР)       |
| Навещая Элиота, слонёнка из местного зоопарка, Спасатели узнают, что у зверей пропадают орехи. Оказыватся, что пара панд построила работающий на ореховом масле туннелекопатель, при помощи которого планирует вернуться на родину, в Китай. Благодаря Спасателям орехи возвращаются обитателям зоопарка, а панды — домой. |    |                                                                                                |                                                             |
| 24 | 11 | «Попробуй, обмани!» «Fake Me to Your Leader»                                                   | 12 октября 1989 года (США) 11 мая 1991 года (СССР)          |
| Профессор Нимнул, увеличив обычных мокриц при помощи созданного им излучателя до размеров, превышающих человеческий рост, выдаёт их за инопланетян, нуждающихся в топливе для своего корабля — этим «топливом» являлся запас золота. Однако под луч прибора случайно попадает и Вжик. Он начинает чересчур быстро расти, вскоре становясь в несколько раз крупнее остальных Спасателей. Команде удаётся остановить Нимнула, но Вжик теперь вынужден спасаться от вооружённых до зубов войск, стянутых для уничтожения гигантской мухи. Сцена, когда Вжик с профессором Нимнулом в лапах взбирается на вершину небоскрёба, является пародией на финал фильма «Кинг-Конг». |    |                                                                                                |                                                             |
| 25 | 12 | «Последний поезд в Долларвилль» «Last Train to Cashville»                                      | 13 октября 1989 года (США) 19 мая 1991 года (СССР)          |
| При расследовании пропажи игрушечного поезда следы приводят Спасателей в зоомагазин, где Толстопуз со своей бандой планирует дерзкое ограбление банка, расположенного по соседству — путём замены слитков золота кирпичами, покрытыми позолотой. Для их транспортировки и требовался поезд. Дейл здорово осложняет друзьям работу, так как буквально спит на ходу — из-за регулярных просмотров телепередач для полуночников. Однако именно он в финале спасёт всю команду и остановит Толстопуза, воспользовавшись трюком, который он видел в одной из телепрограмм. |    |                                                                                                |                                                             |
| 26 | 13 | «Гроза подмостков» «A Case of Stage Blight»                                                    | 16 октября 1989 года (США) 15 апреля 2004 года (РФ)         |
| Вместо того, чтобы пойти на кинопремьеру, Спасатели решают посетить оперу, где становятся свидетелями покушения на жизнь оперной звезды — Кларенса Дадли. Проследив за двумя загадочными фигурами, они попадают в логово безумного аллигатора по имени Серонос де Бержерак (пародия на Сирано де Бержерака). Последний помешан на опере и грезит исполнением ведущих арий. Он пытается сделать Спасателей марионетками в своём «вечернем шоу» — где последние должны служить и частью шоу, и ужином одновременно. После неудачной попытки заменить Кларенса на сцене, Серонос был смыт в канализацию благодаря хитроумному плану Спасателей. |    |                                                                                                |                                                             |
| 27 | 14 | «Культ Ку-Ку-Колы» «The Case of the Cola Cult»                                                 | 17 октября 1989 года (США) 26 мая 1991 года (СССР)          |
| Во время испытания «машины-вращалки» — нового Гайкиного изобретения, Спасатели сталкиваются с мистическим Культом Колы. Это своего рода секта, обирающая до нитки всех, уверовавших в великую силу газированного напитка. Во главе культа стоит Поп Хлоп, тщедушный старикашка, который, по всей видимости, сам глубоко верует в то, что пропагандирует. У него есть помощник — вышибала Буль-Буль. Вместе они зомбируют прихожан посредством телерекламы. У Гаечки же депрессия на почве того, что все её последние изобретения одно за другим выходят из строя. Решив, что теперь ей не место в команде, Гайка решает покинуть Спасателей и примыкает к Культу Колы. Друзья отправляются на её поиски. По ходу дела выясняется, что фактически сектой заправляет коварный Буль-Буль, который, под видом «запузыривания» всего, что приносили прихожане, прикарманивал их имущество. |    |                                                                                                |                                                             |
| 28 | 15 | «Похождения мумии» «Throw Mummy From the Train»                                                | 18 октября 1989 года (США) 2 июня 1991 года (СССР)          |
| Жадный помощник археолога — Дентон Вэкслер похищает кольцо с бриллиантом из египетской гробницы фараона Нутанхамена (спародировано имя Тутанхамона), пробуждая мумию Хирома — стража гробницы. Спасатели помогают ему остановить Вэкслера, но безуспешно. Гигантский сфинкс, призванный охранять сокровищницу, битком набитую бриллиантами, оживлённый при помощи кольца, зол от того, что был потревожен. |    |                                                                                                |                                                             |
| 29 | 16 | «Забавный оборотень» «A Wolf in Cheap Clothing»                                                | 19 октября 1989 года (США) 9 июня 1991 года (СССР)          |
| Полицией расследуется серия дерзких ограблений, в которых, судя по показаниям немногочисленных свидетелей, а также по следам, оставленным на месте преступления, замешан некий страшный зверь. Дейл считает, что это — оборотень. Гайка исследует найденный на месте преступления клочок шерсти и выясняет, что шерсть принадлежит настоящему волку. Отправившись в зоопарк, Спасатели узнают о странном поведении волка по имени Гарри, и что он периодически перевоплощается в человека. Как позже выясняется, Нортон Нимнул изобрёл «метаморфозер» — портативный прибор, позволяющий человеку и животному превращаться одному в другого. В то время, как Гарри становился человеком, Нимнул превращался в волка и безнаказанно грабил богатые дома, ювелирные лавки и т.д. |    |                                                                                                |                                                             |
| 30 | 17 | «Робокот» «Robocat»                                                                            | 20 октября 1989 года (США) 23 июня 1991 года (СССР)         |
| Спасатели обнаружили на свалке очередное творение местного изобретателя мистера Станиславского. Его кот-робот Том он не умел ловить мышей, из-за чего и оказался на свалке. Подобранный и починенный Спасателями Том обретает новую жизнь, а вместе с ней — и неприятности в лице Толстопуза, который, заменив программу Тома военной видеоигрой, пытается сделать из последнего робота-убийцу. Том нужен Толстопузу для похищения луны-рыбы из богатого дома. Рыба должна пойти на ужин. Спасатели срывают планы Толстопуза, отвлекая Тома и заменяя картридж на оригинальный. |    |                                                                                                |                                                             |
| 31 | 18 | «Знаете ли вы теорию Павлова?» «Does Pavlov Ring a Bell?»                                      | 2 ноября 1989 года (США) 30 июня 1991 года (СССР)           |
| Спасатели отправляются на пикник. Чип и Дейл, наперебой ухаживая за Гаечкой, выводят рэйнджермобиль из строя. Поломка происходит рядом с одной из законспирированных лабораторий Нортона Нимнула, вынашивающего очередной грандиозный план. Гаечка знакомится со Спарки, лабораторным крысом, предложившим свои услуги по подзарядке аккумулятора рэйнджермобиля. Он также приглашает изобретательницу в гости в свою лабораторию. По словам Спарки — он работает на некоего «гениального учёного», который научил Спарки и его приятеля — морскую свинку Дзыня — проходить лабиринт по строго заданной траектории — все движения должны быть предельно точны и совершаться на автомате. «Гениальный учёный» — конечно же, профессор Нимнул, построивший гигантского размера робота, внешне напоминающего морскую свинку, управляемую изнутри мыслями Дзыня; лабиринт, смоделированный в лаборатории — копия городской канализации, конечная точка — банк. Функция Спарки — кража золота. |    |                                                                                                |                                                             |
| 32 | 19 | «Паника в музее» «Prehysterical Pet»                                                           | 3 ноября 1989 года (США) 16 июня 1991 года (СССР)           |
| Группа палеонтологов находит миниатюрный космический корабль, который ошибочно принимают за яйцо динозавра. В этом корабле на Землю прибыл Стегги (от слова «стегозавр» — типа динозавров, к которому принадлежит Стегги) — динозавр размером с мышь, чьей задачей является выяснить, что случилось с его предшественниками. Миллионы лет назад они отправились на эту планету, но после их приземления связь неожиданно оборвалась. Дейл, которому давно хотелось завести себе питомца, находит Стегги и приносит в штаб Спасателей, где, подозревая, что друзья не придут в восторг от его находки, решает его спрятать. Когда Спасатели узнают истинную природу Стегги, они помогают ему найти космический корабль, помещённый к тому времени в музей. Стегги, увлёкшись земной пищей, начинает расти, и по мере роста — глупеет. Когда он достигает обычных для динозавра размеров — он уже невероятно туп. С помощью Спасателей ему удаётся сбежать от учёных и обрести свои обычные размеры и интеллект. |    |                                                                                                |                                                             |
| 33 | 20 | «Подводный кошмар» «A Creep In The Deep»                                                       | 13 ноября 1989 года (США) 21 июля 1991 года (СССР)          |
| Спасатели узнают о жутком чудовище, которое атаковало грузовик с замороженной рыбой, и решают расследовать это странное происшествие. Вскоре они выясняют, что эти нападения совершает компания морских обитателей под руководством капитана Финна, мелкой рыбёшки с неимоверными по размаху амбициями. Он желает отомстить человеческому роду, употребляющему рыб в пищу, и затопить ряд крупных городов, разрушив плотину. Узнав, что команда капитана Финна готовит атаку на местный дельфинарий, Спасатели попытались её предотвратить. Потерпев неудачу, они, однако, смогли захватить в плен одного из членов команды — осьминога Многоручку. Использовав его как приманку, команда пускается в погоню за капитаном. |    |                                                                                                |                                                             |
| 34 | 21 | «Изобретение Норми» «Normie’s Science Project»                                                 | 14 ноября 1989 года (США) 14 апреля 1991 года (СССР) (СССР) |
| Нортон Нимнул изобрёл «молекулярный звукоусилитель», способный вызывать разрушения при помощи звуковых волн, воспроизводимых с грампластинки. Но планы профессора были расстроены не только Спасателями, но и бездарным племянником Норми, который украл у дяди пластинку и излучатель, дабы занять первое место на школьной выставке изобретений. |    |                                                                                                |                                                             |
| 35 | 22 | «Не искушай судьбу» «Seer No Evil»                                                             | 15 ноября 1989 года (США) 7 июля 1991 года (СССР)           |
| В парке аттракционов гадалка Кассандра (отсылка к одноимённому персонажу древнегреческих мифов), старинная приятельница Рокки, предсказывает Чипу скорую кончину — на последнего должен упасть слон (в оригинале гадалка сказала Чипу, что тот увидит слона, затем на Чипа упадёт trunk, и Чип будет раздавлен. Слово trunk по-английски означает «слоновий хобот» и «сундук». Поэтому до конца серии герои думали, что Чипу угрожает слон, но в конце выяснилось, что это был сундук с сокровищами). Однако Чип не намерен прислушиваться к предсказательнице судеб. Друзья, как могут, стараются оградить его от выполнения своих обязанностей хотя бы на время, дабы предсказание не сбылось. Это им плохо удаётся, так как Спасатели берутся расследовать очередную авантюру: Квигли, владелец тира, раздаёт призы победителям — больших плюшевых медведей; внутри медведя прячется мартышка — подручный мошенника. Попав в квартиру очередного призёра, ночью обносит её, и, спрятав награбленное в пустого медведя, отправляется к своему хозяину. Этот эпизод был первым, чья заставка прозвучала на русском языке. В названии серии есть игра слов, объяснение которой весьма сложно: слово seer по-английски означает «провидец», «прорицатель», а всё сочетание seer no evil созвучно выражению, которое является частью пословицы see no evil, hear no evil, speak no evil, которая пришла в английский язык из японского, где в буддизме изображение трёх обезьян символизирует идею недеяния зла, отрешённости от неистинного. Одним из главных героев этой серии Приключений Чипа и Дейла является обезьяна. |    |                                                                                                |                                                             |
| 36 | 23 | «Жертвы кораблекрушения» «Chipwrecked Shipmunks»                                               | 16 ноября 1989 года (США) 28 июля 1991 года (СССР)          |
| В результате кораблекрушения Спасатели оказываются на необитаемом острове. Спасатели под руководством Гайки приступают к постройке новой лодки. Дейл и Рокки находят на острове старинный клад, и, не желая делиться им с друзьями, решают оставить всё себе. Это им, однако, не удаётся: вскоре на берег высаживаются их старые знакомые пираты — капитан Весёлый Роджер вместе со своей шайкой — они тоже приехали на поиски клада. С одной стороны на остров надвигается ураган, с другой — пираты взяли в заложники Чипа, Гайку и Вжика, требуя вернуть им золото. Приходится делать выбор между жадностью и дружбой. |    |                                                                                                |                                                             |
| 37 | 24 | «Когда все мыши замерли от страха» «When Mice Were Men»                                        | 17 ноября 1989 года (США) 17 ноября 1991 года (СССР)        |
| Рокки получает письмо из Испании от своего старинного друга Дона Кихода (в оригинале — Don Keyhole — Дон Замочная Скважина; имя — видимо, пародия на Дон Кихота) с просьбой о помощи. Ужасный бык Эль Эменопио нападает на мышей и разрушает их дома, а ежегодный праздник — День Бегущих Быков — под угрозой срыва. В небольшом провинциальном городке выясняется, что Рокки, оказывается, местный герой — единственный, кому удалось в своё время усмирить разбушевавшегося быка. Теперь последний вернулся и жаждет мести. Рокфор вынужден был раскрыть друзьям истинное положение вещей. На самом деле он и пальцем не тронул грозного быка, тот просто поскользнулся на куске сыра, который уронил Рокки, спасаясь бегством. Однако на сей раз Рокки придётся сразиться с ним по-настоящему. |    |                                                                                                |                                                             |
| 38 | 25 | «Шоколадные чипсы» «Chocolate Chips»                                                           | 20 ноября 1989 года (США) 11 августа 1991 года (СССР)       |
| Во время каникул, проведённых в южноамериканских джунглях, Спасатели сталкиваются с таинственным похищением какао-деревьев. Разбив лагерь, они укладываются спать все, кроме Дейла, который решает перекусить припасёнными сладостями в тишине и покое. Ночью на лагерь нападает рой москитов, от их укусов ничего не подозревающие туристы, включая и команду Спасателей, превращаются в зомби. На глазах изумлённого Дейла они выкапывают какао-деревья и сплавляют их вверх по реке. На следующее утро никто ничего не помнит. Дейлу, само собой разумеется, не верят. Однако, отправившись по следам, они попадают прямиком на шоколадную фабрику. C помощью старинного зелья её владелец, Айнрих фон Шугарботтом, зомбировал через укус москитов всех, кого только можно заставить на себя работать, мечтая стать мировым монополистом по производству шоколада. |    |                                                                                                |                                                             |
| 39 | 26 | «Последний эльф» «The Last Leprechaun»                                                         | 21 ноября 1989 года (США) 4 августа 1991 года (СССР)        |
| Заблудившись в тумане, команда Спасателей совершает аварийную посадку в лесах Ирландии. Они знакомятся с Дарби — последним эльфом (более точно, персонаж — лепрекон; вероятно, адаптировано при переводе), оставшимся на свободе. Остальные захвачены в плен Друэллой О’Мидас, укравшей у Дарби горшок с золотом — а без оного эльф лишается своих магических способностей. Теперь Спасателям предстоит выручить из беды эльфов, а заодно и Дейла, которого Дарби обманом заманил в ловушку Друэллы — вместо себя. |    |                                                                                                |                                                             |
| 40 | 27 | «В любую погоду» «Weather or Not»                                                              | 22 ноября 1989 года (США) 1 сентября 1991 года (СССР)       |
| Спасатели испытывают новое Гайкино изобретение — определитель погоды. Показания последнего, однако, сильно расходятся с предсказаниями Рокки — он определяет погоду при помощи собственного хвоста. И хвост его предсказывает сильные заморозки посреди удушающей жары. Желая доказать, что его хвост никогда не ошибается, Рокки предпринимает самостоятельное расследование. Он выясняет, что профессору Нимнулу вновь не дают покоя чужие капиталы. Нимнул изобрёл новое, невиданное до сих пор средство передвижения: летающий механический прибор, окружённый облаком, способный вырабатывать дождь, снег, цунами, торнадо и т. д. Теперь можно грабить банки под прикрытием непогоды. Спасатели решают остановить преступника. |    |                                                                                                |                                                             |
| 41 | 28 | «Великий Чип» «One-Upsman-Chip»                                                                | 23 ноября 1989 года (США) 8 декабря 1991 года (СССР)        |
| Чип и Дейл, подшучивая друг над другом, доигрались до того, что Дейл, вырядившись в чалму, подгузники и ласты, отправился гулять в парк в полной уверенности, что стал невидимым и что теперь ему помогает великий дух — Рама Лама Динг Донг. Дейл угодил в лапы Толстопузу, замыслившему очередное ограбление века. На сей раз он решил украсть самую большую жемчужину в мире, принадлежащую владельцу небольшого кафетерия и хорошо охраняемую акулой. Толстопуз использует Дейла в качестве приманки для акулы, пока его сообщники будут красть жемчужину. |    |                                                                                                |                                                             |
| 42 | 29 | «Ракушечный бум» «Shell Shocked»                                                               | 24 ноября 1989 года (США) 22 декабря 1991 года (СССР)       |
| Поскольку Чип руководит всеми операциями Спасателей, Дейл решает взять на себя руководство развлечениями. Однако веселье заканчивается, когда Спасатели берутся расследовать дело о пропавших раковинах раков-отшельников. Выясняется, что Толстопуз использует раковины для имитации шума океана, дабы рыба, сбитая с толку, выбрасывалась прямо в приготовленные на берегу контейнеры. Контроль над рыбой позволил бы Толстопузу контролировать и котов в городе. |    |                                                                                                |                                                             |
| 43 | 30 | «Сила любви» «Love Is a Many Splintered Thing»                                                 | 18 декабря 1989 года (США) 25 августа 1991 года (СССР)      |
| Преследование банды, занимающейся кражами антикварной мебели, заканчивается тем, что Рокфор совершенно теряет голову из-за какого-то странного запаха. Выясняется, что это был запах духов старой любви Рокфора, Дезире Де Люре из Парижа. Рокфор предаётся воспоминаниям о былой любви. Внезапно Дезире Де Люре сама объявляется в штабе Спасателей, утверждая, что завязывает с криминальным прошлым. Однако излишняя подозрительность к ней Чипа приводит к тому, что Рокки решает покинуть отряд. Оставшись наедине с Дезире, он скоро выясняет, что последняя не только не завязала, а напротив, планирует ещё более дерзкие преступления. Для их осуществления ей и нужен Рокфор. |    |                                                                                                |                                                             |
| 44 | 31 | «Ночная песня соловья» «Song of the Night ’n Dale»                                             | 19 декабря 1989 года (США) 18 августа 1991 года (СССР)      |
| Во время испытания «крыла Спасателей» — новейшего гайкиного самолёта, он попал в скоростную реактивную струю и сумел вырваться из неё только над Гималаями, обогнув половину земного шара. Там друзья спасают замёрзшего Черп-Синга, соловья, который когда-то был любимцем императора Дин-Сана. Последний, одурманенный снадобьями Су-Лин, родной сестры, находится под её тотальным контролем. Она прогнала Черп-Синга, мотивировав свои действия тем, что демоническая птица, насылая на императора кошмарные видения, сводит последнего с ума. На самом же деле Су-Лин, используя газ, вызывающий галлюцинации, планомерно убирала своего брата с престола. Она планировала продать долину под застройку вторым Лас-Вегасом. Спасатели решают бороться с ней её же методом. |    |                                                                                                |                                                             |
| 45 | 32 | «Бурундуки на секретной службе» «Double ’O Chipmunk»                                           | 20 декабря 1989 года (США) 22 сентября 1991 года (СССР)     |
| Дейл в восторге от Дерка Суава — шпиона из кинофильма. Находясь под впечатлением от просмотренного, Дейл пытается соорудить нечто, чем в фильмах о Джеймсе Бонде занимался Кью — запонки с дымом и запахом, пояс с пропеллером и бечёвкой и т.д. Но до Кью Дейлу — как до неба, что и приводит его в дикое расстройство. Желая подбодрить друга, Гаечка с друзьями решает устроить для него шпионскую игру. Дейл верит, что всё происходит на самом деле и воображает себя «агентом Ноль-Ноль-Дейл» (пародия на агента 007). Однако игра заходит слишком далеко, когда Дейл по ошибке берёт микрофильм Бэлы Ногудника — настоящего шпиона. В микрофильме задокументированы чертежи аэротанка, управляемого мозговыми импульсами. Подручные крысы Бэлы берут в плен Чипа, Гайку и Рокфора. |    |                                                                                                |                                                             |
| 46 | 33 | «Гайка на Гавайях» «Gadget Goes Hawaiian»                                                      | 21 декабря 1989 года (США) 15 сентября 1991 года (СССР)     |
| Команда Спасателей отдыхает на Гавайях. Недалеко от миниатюрного искусственного вулкана обитает племя мышей-аборигенов. Лавайни — двойник Гайки, должна пройти тест на выживание, так как она претендует на должность королевы племени. Случайно увидев, как Гайка решает практически любую проблему при помощи своих изобретений, Лавайни уговаривает её поменяться местами. Гайка с успехом проходит первые два тура, безуспешно пытаясь доказать мышам племени, что она не та, за кого её принимают. Лавайни, обеспокоенная тем, что Гайка может отказаться проходить третий, финальный тур, похищает Вжика, берёт в заложники Чипа, Дейла и Рокки и шантажирует Гайку. |    |                                                                                                |                                                             |
| 47 | 34 | «Безумный Дейл» «It’s a Bird, It’s Insane, It’s Dale!»                                         | 22 декабря 1989 года (США) 24 ноября 1991 года (СССР)       |
| Высокорадиоактивный метеорит раскалывается надвое в земной атмосфере. Один обломок падает рядом с Дейлом, занятым добычей орехов, другой — разбив ветхую крышу, попадает в туристическое агентство Сеймура. Подобрав осколок метеорита, Дейл обнаруживает, что приобрёл способность растягиваться как кусок резины. Решив, что с помощью сверхвозможностей, открытых ему метеоритным осколком, он может стать супергероем, Дейл отделяется от команды Спасателей. Параллельно с этим Сеймур, также хорошо изучивший возможности метеорита, использует его для похищения всемирно известных достопримечательностей. |    |                                                                                                |                                                             |
| 48 | 35 | «Обманщики по заказу» «Short Order Crooks»                                                     | 5 февраля 1990 года (США) 10 ноября 1991 года (СССР)        |
| Спад и Фрай, грабители банков, убедив владелицу небольшого кафе в том, что та выиграла поездку в Майами, начинают делать подкоп из кафе в банк, находящийся по соседству. Параллельно с этим в кафе пробирается Рокфор, дабы, используя имеющееся там кухонное оборудование, приготовить знаменитую сырную похлёбку своего папы Чарли Чеддера. Посетители кафе, главным образом — полисмены из соседнего полицейского участка, учуяв запах сырной похлёбки, являются отведать новое кушанье и находят его весьма питательным. Приходя в кафе ежедневно, они мешают жуликам делать подкоп. И Спасатели создают Спаду и Фраю проблемы, так как каждый вечер готовят новую порцию похлёбки, считая, что эти двое заменяют хозяйку кафе, и из-за того, что они не умеют готовить, она не должна потерять клиентов. |    |                                                                                                |                                                             |
| 49 | 36 | «Сыру — мир!» «Mind Your Cheese and Q’s»                                                       | 6 февраля 1990 года (США) 27 мая 2004 года (РФ)             |
| Неконтролируемая страсть, которую Рокки испытывал к сыру, чуть не стоила Гайке жизни, и друзья решили посадить Рокфора на принудительную диету. Спасатели пытаются выяснить причину неожиданного дефицита сыра в городе. Причина этому — крыса Капоне, взявший под контроль производство сыра с целью менять всем страждущим сыр на золото. Команда Спасателей под видом преступных элементов проникает на сырный склад Капоне. С Рокки случается очередной приступ сырности, чем выдает команду. В результате Рокфор стоит перед выбором между очередным куском сыра и спасением Гаечки, чью жизнь может вот-вот оборвать приближающаяся фреза. |    |                                                                                                |                                                             |
| 50 | 37 | «Эффект масштаба» «Out of Scale»                                                               | 8 февраля 1990 года (США) 8 сентября 1991 года (СССР)       |
| Расследуя исчезновение статуи генерала Богерти, Чип и Дейл оказываются в лапах некоего гангстера — Игната Ратцеватски. Бурундучки предназначены в качестве забавы для Баффи — дочери Ратцеватски. Найдя карту, случайно обронённую одним из похитителей статуи, остальные Спасатели выясняют место следующего преступления — городской музей и немедленно отправляются туда. Музей вскоре так же таинственно исчезает. Следы приводят Рокфора, Гайку и Вжика к особняку Ратцеватски, где они выясняют, что последний похитил «лучевой увеличитель» Нимнула, только используется он теперь для уменьшения предметов. Воссоединившись вновь, Спасатели используют прибор по прямому назначению, чем помогают полиции поймать преступников. |    |                                                                                                |                                                             |
| 51 | 38 | «Операция «Подгузник»» «Dirty Rotten Diapers»                                                  | 19 февраля 1990 года (США) 20 мая 2004 года (РФ)            |
| Мошенник, пользуясь своим внешним сходством с младенцем, с помощью двух пособниц, работающих в бюро по усыновлению, грабит одних усыновителей за другими. Параллельно с этим Гаечка упрашивает Чипа, Дейла и Рокки подходить к расследованиям менее брутально, и даже устраивает конкурс на наиболее мягкий способ разобраться с нарушителями. Такие разговоры она ведёт до тех пор, пока Спасатели не берутся за дело об ограблениях богатых усыновителей. Когда после встречи с преступником Спасатели получили травмы, мнение Гаечки насчёт гуманизма по отношению к преступным элементам меняется на диаметрально противоположное, она призывает друзей «мочить мерзавца». |    |                                                                                                |                                                             |
| 52 | 39 | «Мой друг — летучая мышь» «Good Times, Bat Times»                                              | 20 февраля 1990 года (США) 3 ноября 1991 года (СССР)        |
| Спасатели, расследуя странное происшествие в ночном кинотеатре, выходят на след подозрительной уборщицы Уинифред. Она мечтает стать настоящей ведьмой при помощи магического зелья. Помогают ей в этом удав Бад, паук Лу и летучая мышь Фоксглав. Фокси влюбляется в Дейла, когда Спасатели пытаются расстроить планы Уинифред, которой для завершения своего «проекта» необходимо найти последний ингредиент. Узнав, на кого работает Фокси, Дейл никак не может решить, можно ли ей доверять, а пока он раздумывает над этим вопросом, его новая подружка нейтрализует ведьму. |    |                                                                                                |                                                             |
| 53 | 40 | «Птицефабрика» «Pie in the Sky»                                                                | 22 февраля 1990 года (США) 3 июня 2004 года (РФ)            |
| Ласточка Птич, сбившаяся с пути в Капистрано, обращается к Спасателям за помощью. Однако Чип считает, что команда должна заниматься более важными делами, чем служить птичьими проводниками. Но друзьям удаётся его уговорить, и «Крыло Спасателей» берёт курс на Капистрано. Навигационная система в самолёте Спасателей неожиданно даёт сбой, в результате чего Спасатели попадают в Долину Смерти. Оказывается, что миссис Свини, владелица расположенной в долине пищефабрики, и её сын построили большой электромагнит, при помощи которого они заманивают птиц в Долину Смерти, чтобы пустить их на начинку для пирогов. |    |                                                                                                |                                                             |
| 54 | 41 | «Бесстрашный воин» «Le Purrfect Crime»                                                         | 19 марта 1990 года (США) 17 июня 2004 года (РФ)             |
| Из Парижа таинственным образом стали исчезать собаки. Они слышали какой-то жуткий звук, которого не в состоянии вынести. Это были происки Мальтиза Де Сада, французского кузена Толстопуза, который внешне — точная копия брата. Спасатели предпринимают попытки прекратить подобное безобразие, в результате чего Дейл, ударившись головой, теряет память. Он попадает в лапы Мальтиза и последний легко убеждает Дейла, что он — боевик его банды. Спасателям приходится спасаться от «Рэмдейла» самим. |    |                                                                                                |                                                             |
| 55 | 42 | «Звёздам можно верить» «When You Fish Upon a Star»                                             | 21 марта 1990 года (США) 24 июня 2004 года (РФ)             |
| Однажды в дверь к Спасателям постучался маленький мышонок. Он узнал, что корабль «Люситания», на котором плыл его отец, тонет. Команда тотчас же отправляется в путь. При отплытии они случайно потеряли гирокомпас, и пришлось ориентироваться по звёздам. Вскоре Спасатели добрались до, казалось бы, необитаемого острова. Отправив мышонка с отцом домой на отплывающем корабле, они решили разобраться, что здесь происходит. Оказалось, Толстопуз загорелся желанием поймать Моби Карпа, и с помощью светлячков, имитирующих звёзды и сбивающих тем самым корабли с курса, он заманивает в свои сети одно судно за другим, надеясь поймать корабль с вожделенной рыбой. Сюжет перекликается с фильмом «Таверна „Ямайка“». |    |                                                                                                |                                                             |
| 56 | 43 | «Чернослив и день рождения» «Rest Home Rangers»                                                | 22 марта 1990 года (США) 8 июля 2004 года (РФ)              |
| Спасатели готовят большую вечеринку по случаю дня рождения Рокфора. Нимнул на ярмарочной презентации демонстрирует своё последнее изобретение — «генератор быстрого старения», позволяющий немедленно превращать свежее молоко в сыр. Во время презентации у Нимнула заканчивается чернослив, на котором работает генератор. В ярости Нимнул разносит лавку, куда заходит за новой партией чернослива. Под луч генератора попадает Рокки, оказавшийся там в поисках сыра. Спасателям ничего не остаётся, как похитить прибор Нимнула, чтобы спасти своего друга от преждевременной старости. |    |                                                                                                |                                                             |
| 57 | 44 | «Не рой яму собаке» «A Lean on the Property»                                                   | 16 апреля 1990 года (США) 1 июля 2004 года (РФ)             |
| На корабле «Tuna Queen» к Спасателям приезжает погостить Кэтти Камамбер — мама Рокки. Она помогает им расстроить маниакальные планы Толстопуза — последний хочет выгнать из города всех собак, а заодно и людей: если кроты выроют под зданиями туннели, здания начнут рушиться, или, на худой конец, здорово накренятся, а жить в «Пизанских Падающих Башнях» — желающих немного. Рокки занят по большей части попытками доказать маме, что он уже давно стал взрослым и сильным. Местами серия является аллюзией на фильм «Стой! Или моя мама будет стрелять» с Сильвестром Сталлоне. |    |                                                                                                |                                                             |
| 58 | 45 | «Картофель под мышами» «The Pied Piper Power Play»                                             | 23 апреля 1990 года (США) 15 июля 2004 года (РФ)            |
| Профессору Нимнулу отключили электроэнергию за неуплату, и теперь ему нужен бесплатный источник энергии для осуществления его очередного плана. При помощи устройства, работающего на ультразвуке, Нимнул заманивает мышей в свою лабораторию, где они, находясь под действием гипноза, вынуждены вращать гигантские колёса, приводящие в действие новое изобретение, которое должно поджарить весь картофель в штате Айдахо. В число загипнотизированных попадают Гаечка и Рокки. Чипу с Дейлом придётся применить всю свою изобретательность, чтобы вызволить друзей и всех загипнотизированных мышей из плена. |    |                                                                                                |                                                             |
| 59 | 46 | «Гориллам не нужны бриллианты» «Gorilla My Dreams»                                             | 1 мая 1990 года (США) 21 июля 2004 года (РФ)                |
| У гориллы Куку пропал её друг, котёнок Бутс, с которым они вместе играли. Спасатели решили помочь горилле, а Дейл остался заменить ей пропавшего друга. Поиски привели команду в убежище Толстопуза, где они и нашли котёнка. Оказалось, что кот при помощи котёнка намеревается шантажировать Куку, чтобы та крала для него драгоценности. Разрываемая между пониманием греховности воровства и желанием вернуть друга, Куку всё же встает на скользкую дорожку. Спасателям удалось освободить котёнка, и это так разгневало Толстопуза, что он отправился к горилле и похитил Дейла. Теперь команде предстоит предотвратить кражу самого большого бриллианта леди Клачкойн и спасти Дейла. |    |                                                                                                |                                                             |
| 60 | 47 | «Плывёт, плывёт кораблик» «The S.S. Drainpipe»                                                 | 2 мая 1990 года (США) 14 июля 1991 года (СССР)              |
| Заглянув в магазин игрушек, чтобы раздобыть батарейки, они стали свидетелями того, как хозяин магазина обнаруживает пропажу всех своих игрушечных кораблей, включая великолепную модель океанского лайнера «Королева Мэри». В ходе расследования команда встречает крысу Капоне (пародия на Аль Капоне) и его бандитов. Капоне, используя рабский труд подневольных мышей, на похищенных из магазина игрушечных катерах перевозит награбленное золото, которое идёт на постройку роскошного дворца. Он пересекается со Спасателями, которые попадают к нему в плен. Стараясь расположить к себе Гаечку, Капоне частично теряет контроль над ситуацией на собственном судне, что приводит к восстанию рабов. |    |                                                                                                |                                                             |

## Cезон 3 (1990)
| № | № | Название                                                | Премьерный показ                                        |
| --- | - | ------------------------------------------------------- | ------------------------------------------------------- |
| 61 | 1 | «Вжик, вернись домой!» «Zipper Come Home!»              | 10 сентября 1990 года (США) 15 декабря 1991 года (СССР) |
| Племя жуков, терроризируемое Великим Риббитом (ribbit — «кваканье») — прожорливой жабой, ищет большую толстую муху, дабы умаслить ненасытного тирана. По стечению обстоятельств в это время Вжик, обидевшись на Рокфора, решает покинуть команду Спасателей. Он попадает к жукам, которые, недолго думая, решают откормить Вжика и преподнести его в качестве жертвы Великому Риббиту. |   |                                                         |                                                         |
| 62 | 2 | «Дутые спасатели» «Puffed Rangers»                      | 18 сентября 1990 года (США) 22 апреля 2004 года (РФ)    |
| Дейл так разозлился, не найдя обещанную машинку в коробке с хлопьями, что Спасателям пришлось расследовать это, на первый взгляд пустяковое, дело. Расследование приводит их на знаменитую кошачью улицу в Гонконге, где Рокки чуть не хватил удар от обилия кошек. В конце концов выясняется, что владелец компании по экспорту автомобилей использует молекулярный излучатель, позволяющий уменьшать автомобиль до размеров коллекционных игрушечных моделей с целью контрабанды последних в коробках с сухими завтраками. |   |                                                         |                                                         |
| 63 | 3 | «Мухи — отдельно» «A Fly in the Ointment»               | 26 сентября 1990 года (США) 29 апреля 2004 года (РФ)    |
| Профессор Нимнул придумал новый способ грабить банки с помощью телефона и «демодулятора» — хитроумного изобретения, которое позволяло перемещаться по телефонным линиям. Вжик, чувствуя себя самым бесполезным в команде Спасателей, пытается в одиночку нейтрализовать Нимнула и попадает в зону действия «демодулятора». В итоге Нимнул и Вжик поменялись головами. Спасатели приходят на выручку, но пока разбираются, как работает демодулятор — с ними происходит то же, что со Вжиком и Нимнулом. Теперь команда вынуждена сотрудничать с профессором, чтобы поставить всё на свои места. Юмористическая интерпретация фильма «Муха» 1958 года с элементами фильма «День, когда остановилась Земля». |   |                                                         |                                                         |
| 64 | 4 | «Туфли и айсберги» «A Chorus Crime»                     | 12 ноября 1990 года (США) 10 июня 2004 года (РФ)        |
| У Псины Ля Фур исчезают туфли для степа. Оказывается, это очередной гениальный план профессора Нимнула. Он намеревается использовать пингвинов, отбивающих чечётку, для того, чтобы расколоть несколько больших льдин и, перегородив путь торговым судам, грабить последние. Все Спасатели готовы помочь Псине, кроме Рокфора. Его больше интересует пропажа кораблей с сыром, и он не собирается тратить время на поиски каких-то тапочек и сам хочет провести расследование. |   |                                                         |                                                         |
| 65 | 5 | «Загнанных собак меняют?» «They Shoot Dogs, Don’t They» | 19 ноября 1990 года (США) 1 декабря 1991 года (СССР)    |
| Спасатели получают открытку от собаки Псины Ля Фур — звезды экрана, сцены и рекламы собачьих консервов. Ля Фур подозревает свою дублёршу За-За в неоднократных попытках покушения на убийство: последняя жаждет заполучить кинонаграду «Лэсси». На корабле, сделанном Гайкой, Спасатели отправляются расследовать это дело в Таксидермию — вымышленную страну, где в этот момент Псина снимается в рекламе собачьей еды. Пострадав от очередной каверзы За-За, Ля Фур вместе с Рокфором остаётся в джунглях Таксидермии, как раз к открытию сезона охоты на собак. |   |                                                         |                                                         |

### Сноски
1. ↑  Пародирует знаменитую фразу  на устройствах с батарейным питанием Batteries not included («Батарейки не прилагаются»).
2. ↑  Пародируется стандартная табличка «ушли на обед» (Out to Lunch).
3. ↑  Пародируется название фильма Pee-wee’s Big Adventure («Большое приключение Пи-Ви»).
4. ↑  Пародирует название фильма Adventures in Babysitting («Приключения приходящей няни»).
5. ↑  Пародирует название повести Артура Конан Дойла Hound of the Baskervilles («Собака Баскервилей») из серии приключений Шерлока Холмса; одно из значений слова pound — «приют для животных».
6. ↑  В названии серии игра слов, построенная на созвучии: в слове business первые две буквы заменены на bee («пчела»).
7. ↑  Пародирует название фильма Three Men and A Baby («Трое мужчин и младенец»).
8. ↑  Название серии созвучно английскому слову carpetbagger — «саквояжник», «спекулянт», «делец».
9. ↑  Пародия на название фильма Bringing Up Baby («Воспитание крошки»); дополнительно обыгрывается слово bearing («выносить, выдерживать») как созвучие со словом bear («медведь»).
10. ↑  Пародируется предупреждающая метка системы возрастных рейтингов — Parental Discretion Required.
11. ↑  Пародируется название фильма A Lad an' a Lamp.
12. ↑  Пародируется популяризованная Гарри Трумэном фраза the buck stops here («фишка дальше не идёт»).
13. ↑  Пародирует выражение «битва за Выступ», которое также может быть переведено как «борьба с пузиком».
14. ↑  Отсылка к идиоме ghost of a chance («призрачный шанс»).
15. ↑  Пародируется поговорка An Elephant Never Forgets («слоны ничего не забывают»).
16. ↑  Пародируется фраза, произносимая в старых американских фильмах инопланетными пришельцами: «Take me to your leader» («Отведите меня к своему вождю»).
17. ↑  Пародируется название аудиоальбома Last Train to Nashville.
18. ↑  Отсылка на выражение stage fright («страх сцены»).
19. ↑  Пародия на культ Кали в фильме «Индиана Джонс и храм судьбы».
20. ↑  Пародирует название фильма Throw Momma from the Train («Сбрось маму с поезда»).
21. ↑  Пародирует английское выражение Wolf in sheep clothing («волк в овечьей шкуре»).
22. ↑  Пародия на фильм «Robocop».
23. ↑  Аллюзия на эксперименты И. П. Павлова, в которых животные обучались выполнять  определённые действия по звонку, а также английскую идиому «Does it ring a bell?» («ничего не припоминаете?»)
24. ↑  Игра слов prehistorical («доисторический») и hysterical («истеричный»).
25. ↑  Название серии является перестановкой начальных букв во фразе shipwrecked chipmunks («потерявшие кораблекрушение бурундуки»).
26. ↑  Аллюзия на новеллу Джона Стейнбека «О мышах и людях» (Of Mice and Men).
27. ↑  Пародия на название мультипликационного фильма The Last Unicorn («Последний единорог»).
28. ↑  Пародия на английское выражение whether or not — «в любом случае».
29. ↑  Аллюзия на выражение Shell Shock («снарядный шок»).
30. ↑  Пародия на название фильма Love Is a Many-Splendored Thing («Любовь — самая великолепная вещь на свете»)
31. ↑  Пародирует выражение Song of the Nightingale («соловьиная песня»).
32. ↑  Пародия на название фильма Gidget Goes Hawaiian.
33. ↑  Аллюзия на фразу из фильмов и комиксов про Супермена: "It's a Bird, It's a Plane, It's Superman!"
34. ↑  Пародия на идиому Short Order Cook — «повара, готовящие быстрое питание».
35. ↑  Аллюзия на выражение mind your Ps and Qs
36. ↑  Пародия на название фильма Dirty Rotten Scoundrels («Отпетые мошенники»).
37. ↑  Пародия на английское выражение Good Times Bad Times — «Хорошие времена, плохие времена», где слово bad (плохой) заменено на bat (летучая мышь).
38. ↑  Аллюзия на песню When You Wish Upon a Star.
39. ↑  Аллюзия на выражение a lien on the property
 («удержание на имущество»).
40. ↑  Аллюзия на выражение girl of my dreams («девушка моей мечты»).
41. ↑  Пародия на название фильма They Shoot Horses, Don’t They? («Загнанных лошадей пристреливают, не правда ли?»).